# 安昌県 (遼寧省)
安昌県（あんしょう-けん）は中華人民共和国遼寧省にかつて存在した県。現在の葫芦島市北部に相当する。
遼代に設置され、元代に廃止された。